# Kriemhild Falke

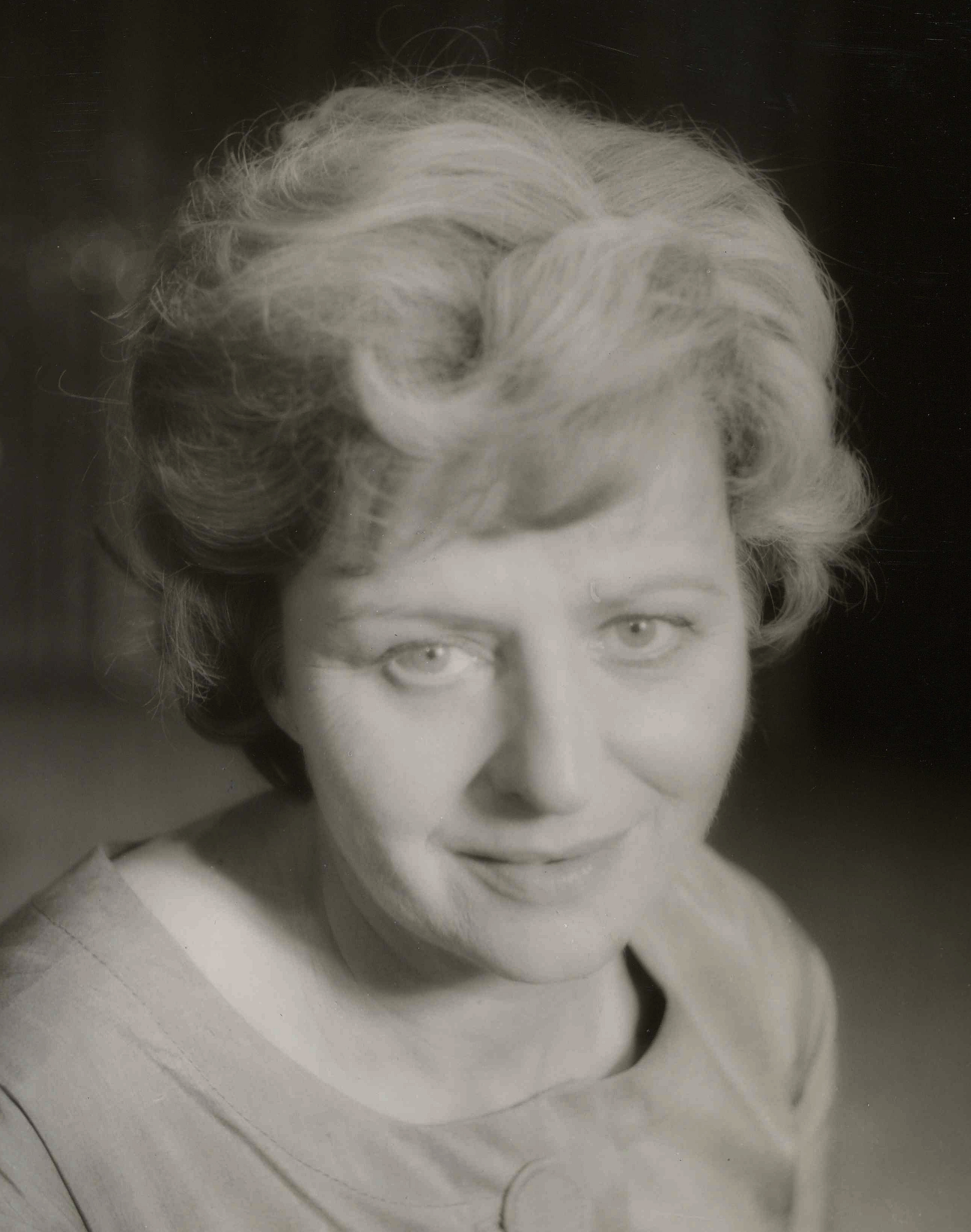
Kriemhild Falke während ihres Engagements am Badischen Staatstheater Karlsruhe (1961/62)

Hildegard Kriemhild „Kriem“ Falke (* 2. Februar 1922 in Berlin; † 22. April 1974) war eine deutsche Schauspielerin, Synchron- und Hörspielsprecherin.

## Leben
Hildegard Kriemhild Falke, geborene Veuhoff, erhielt ihre Schauspielausbildung an der Staatlichen Schauspielschule Berlin bei Gustaf Gründgens.
In der Spielzeit 1937/38 war sie am Staatstheater Kassel engagiert. In der Spielzeit 1940/41 war sie als „I. Sentimentale“ am Stadttheater Rostock engagiert, wo sie 1941 als Luise in Kabale und Liebe debütierte. Weitere Rollen in Rostock waren das „Käthchen von Heilbronn“, Eve und Miranda. Es folgte in der Spielzeit 1941/42 ein Engagement als Sentimentale, Jugendliche Heldin und Liebhaberin am Stadttheater Hagen. Ab 1942 war sie im selben Rollenfach an den Städtischen Bühnen Bromberg engagiert, wo sie u. a. als Klärchen, Klara, Kriemhild, Mirandolina, Marie Beaumarchais und als Minna von Barnhelm auf der Bühne stand.
Nach dem Zweiten Weltkrieg spielte sie an verschiedenen Berliner Bühnen Rollen wie Solveig (Peer Gynt) und Hedwig Tell. Sie war auch als Soubrette und im Rollenfach der Salondame tätig und verkörperte u. a. die Dolly in Meine Schwester und ich. In der Spielzeit 1948/49 war sie am Genschow-Stobrawa-Theater engagiert und trat auf der Freilichtbühne am Waldsee Zehlendorf auf. Für das Jahr 1950 sind zwei Theateraufführungen auf Freilichtbühnen in Berlin-West bekannt. Ab der Spielzeit 1961/62 war sie unter den Namen „Kriem Falke“ fest am Badischen Staatstheater Karlsruhe verpflichtet, dem sie bis zum Ende der Spielzeit 1963/64 angehörte. Ab der Spielzeit 1966/67 folgte ein Engagement an den Städtischen Bühnen Bielefeld. Von den Städtischen Bühnen Bielefeld kam Kriemhild Falke zuletzt an das Staatstheater Braunschweig, wo sie ab 1968/69 Ensemblemitglied war. Am Staatstheater Braunschweig verkörperte sie viele „eindrucksvolle“ Rollen des Salon- und Charakterfachs. Sie spielte die Titelfigur in Candida von George Bernard Shaw, die Mrs. Campbell in Geliebter Lügner, ebenfalls von Shaw, die Lady Bracknell in Bunbury, die Millerin in Kabale und Liebe, Marthe Rull in Der zerbrochne Krug, Laura in Play Strindberg von Friedrich Dürrenmatt, die Mrs. Gilchrist in Die Geisel von Brendan Behan, sowie viele Rollen im Kleinen Haus. Ihre letzte Rolle am Staatstheater Braunschweig war, noch kurz vor ihrer Erkrankung, die Frau Amtsgerichtsrätin in Ödön von Horvaths Schauspiel Glaube Liebe Hoffnung.
In einer Produktion der DEFA stand Kriemhild Falke vor der Kamera und in zehn Filmen der DEFA wirkte sie als Synchronsprecherin. In mehreren Hörspielproduktionen war sie als Sprecherin beschäftigt.
Falke lebte während ihrer Berliner Jahre in Berlin-West (Berlin-Wilmersdorf). Sie starb im April 1974 im Alter von 52 Jahren.

## Filmografie
- 1952: Schatten über den Inseln

## Theater
- 1950: Friedrich Schiller: Die Verschwörung des Fiesco zu Genua (Leonore) – Regie: Fritz Genschow (Freilichtbühne am Waldsee, Berlin)
- 1950: Friedrich Schiller: Wilhelm Tell – Regie: Fritz Genschow (Freilichtbühne Rehberge, Berlin)

## Hörspiele
- 1955: Karl-Heinz Gies: Die Karriere des Gotthold Kimm – Regie: Peter Thomas (Hörspiel – RIAS Berlin)
- 1958: Euripides: Die Troerinnen – Regie: Hans Lietzau (Hörspiel – RIAS, SWF, NDR)
- 1964: Evelyn Waugh: Die große Klemme – Regie: Oswald Döpke (Hörspiel – SWF)
- 1965: Georges Simenon: Die Glocken von Bicêtre (Aufnahmeschwester) – Regie: Gert Westphal (Hörspiel – SWF)

## Synchronisation
- 1931 (1957): Mae Clarke als Elisabeth in Frankenstein
- 1956: Milly Vitale als Lisa in Krieg und Frieden
- 1957: Elaine Aiken als Ada Marhall in Der Einsame